# 台灣八星虎甲蟲
台灣八星虎甲蟲（學名：Cosmodela batesi）又名貝氏虎甲蟲，身長約15至21公厘，為台灣特有種，因其背部上的八顆白點而得名，但與背上同樣也有八顆白點且同一屬的金斑虎甲蟲Cosmodela aurulenta為不同種。

## 同物異名
- Cicindela aurulenta batesi Fleutiaux, 1893
- Cosmodela aurulenta batesi Rivalier, 1961